# Santa Cruz de Moya
Santa Cruz de Moya es un municipio español de la provincia de Cuenca, en la comunidad autónoma de Castilla-La Mancha. Está situado en el límite con las provincias de Teruel y Valencia. Cuenta con una población de 232 habitantes (INE 2024).

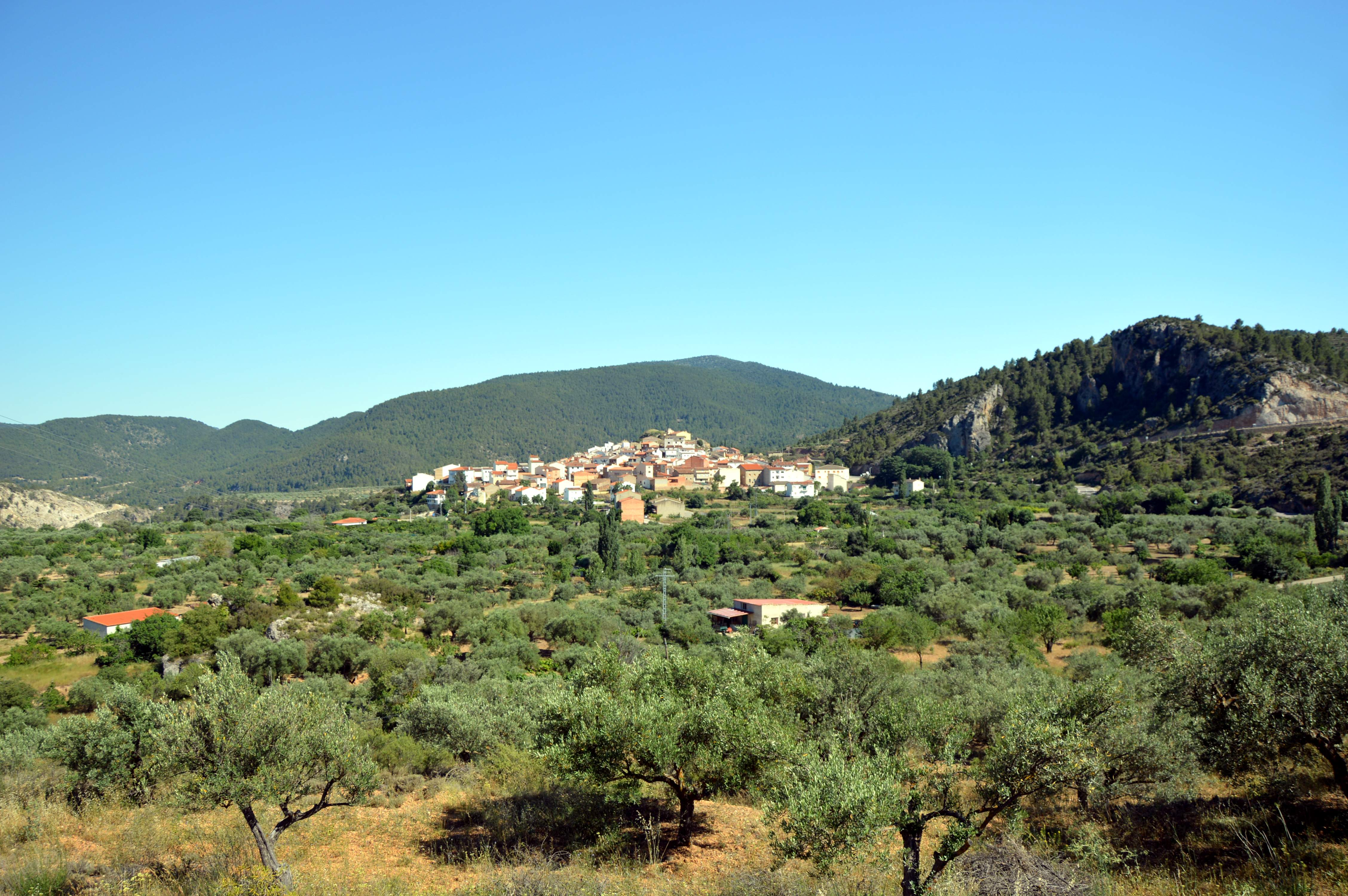
Vista general (septentrional) de Santa Cruz de Moya, desde la carretera N-330a (2018).

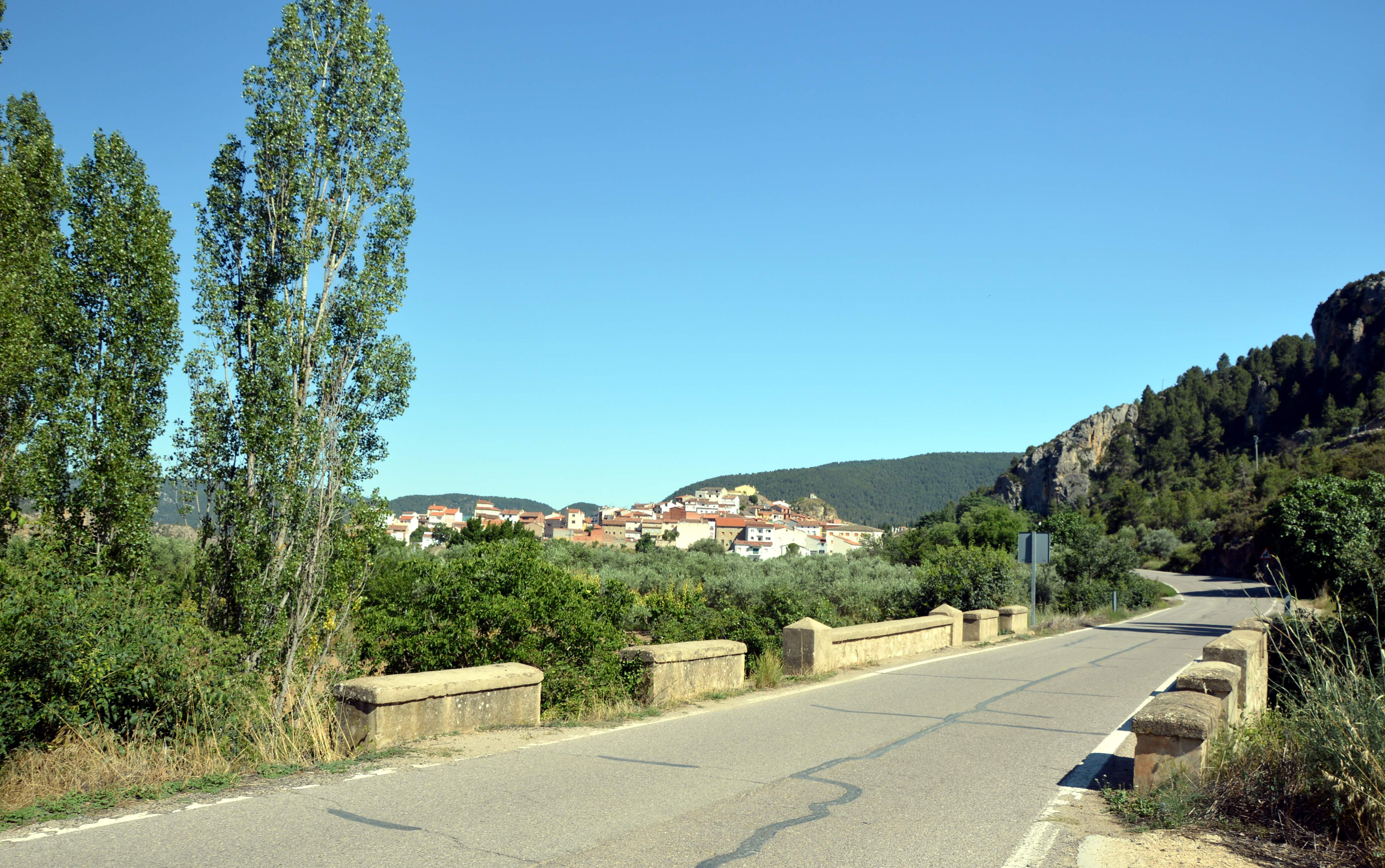
Vista general (noroccidental) de Santa Cruz de Moya, desde los pretiles del puente que salva el riachuelo de Asturias en carretera N-330a (2018).

## Geografía

### Ubicación
El municipio se ubica en la comarca de la serranía de Cuenca, en la subcomarca de la Serranía Baja, hasta inicios del siglo XIX formó parte del Marquesado de Moya. La localidad cabeza de municipio es Santa Cruz de Moya, el pueblo domina el valle del Turia y los restos de su castillo en la parte más elevada del núcleo de población se encuentran a una altitud 763 metros.
El núcleo de Santa Cruz de Moya se asienta en la ladera que desciende desde el castillo hacia la vega del Turia.

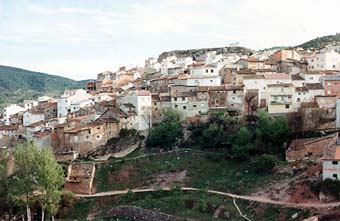
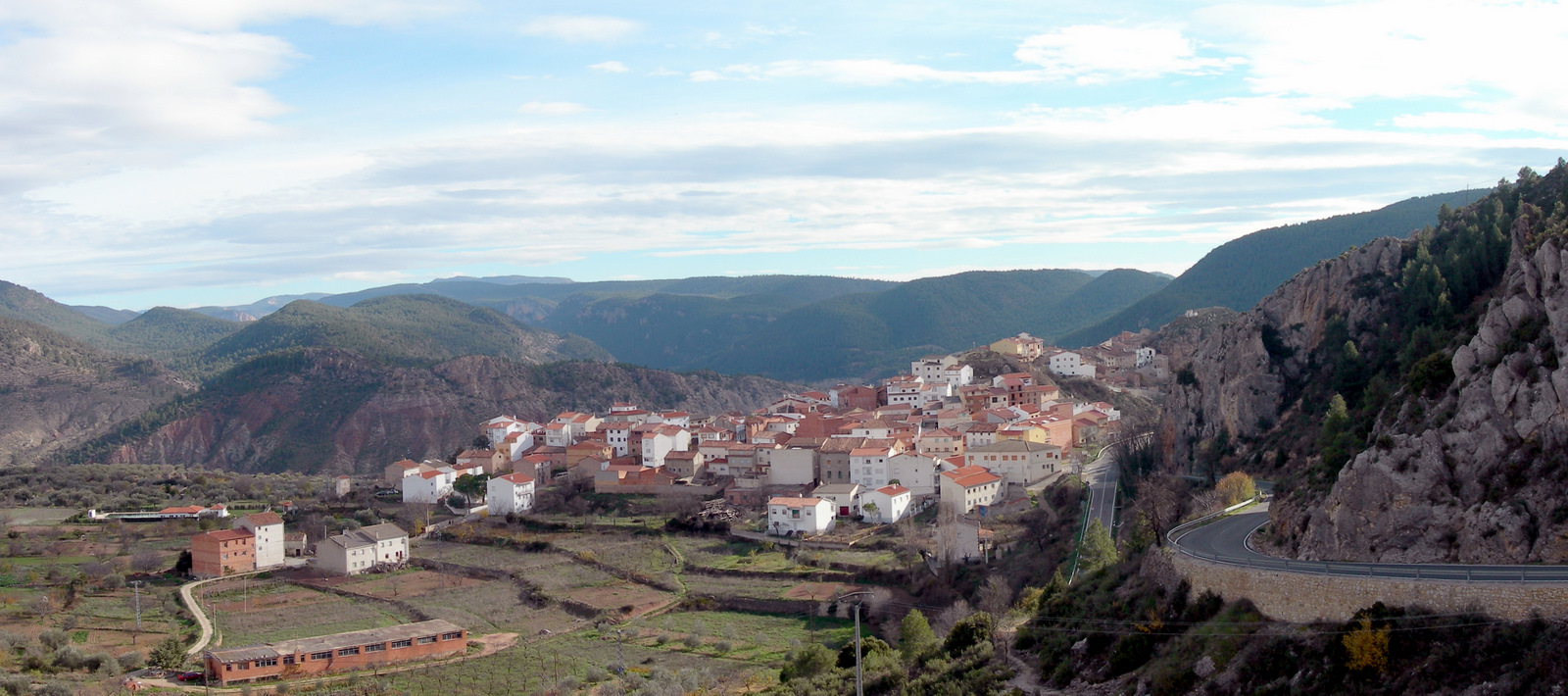

### Núcleos de población
Próximas a Santa Cruz se asientan dos aldeas: Las Rinconadas y La Olmeda. Más alejada se encuentra una tercera aldea: Las Higueruelas.

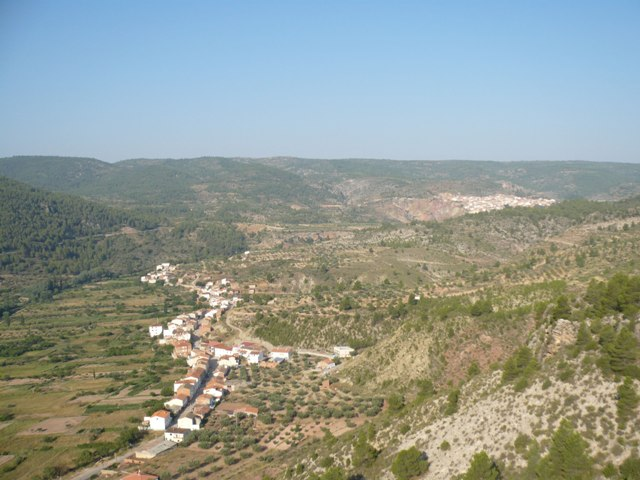
Las Rinconadas
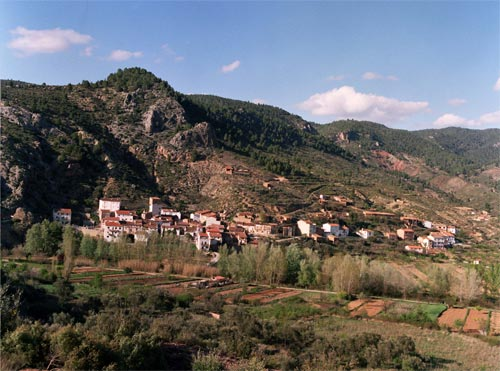
La Olmeda
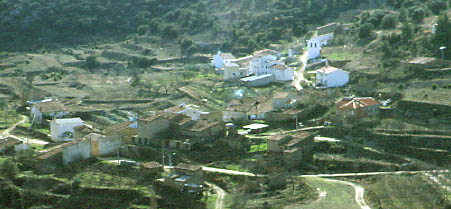
Las Higueruelas

## Historia
El castillo de Sierra —así se llamaba a la fortaleza árabe— se conquistó en 1219 por el arzobispo de Toledo y un año más tarde es entregado en feudo a su primo Gil Garcés junto con los castillos de Serreilla y Mira formando un seudoseñorio que fue desmontado en 1231.

## Demografía
Santa Cruz de Moya cuenta con una población de 232 habitantes (INE 2024).
| Gráfica de evolución demográfica de Santa Cruz de Moya entre 1842 y 2021                                            |
| |
| Población de derecho según los censos de población del INE Población de hecho según los censos de población del INE |

Los habitantes son denominados santacruceros.

## Patrimonio
- Ermita del Espíritu Santo.
- Puente de Santa Cruz de Moya sobre el río Turia, también conocido como «Puente Grande».[2][3]
- Las Simas.
- Orchova y el río de Arcos.
- El puente de La Olmeda.
- Nacimiento de agua de La Olmeda
- Lavadero de La Olmeda
- Monumento al Guerrillero. Una gran escultura y una placa recordatoria homenajean a los guerrilleros españoles que lucharon contra el fascismo. El asalto a Cerro Moreno y la muerte de doce guerrilleros fue uno de los motivos que facilitó la ubicación de este monumento en Santa Cruz de Moya en el año 1991.[4]

La totalidad del valle sobre el Turia y la hoz que describe durante todo el recorrido por el municipio es de una enorme belleza.

## Además
Son frecuentes los nacimientos de agua, especialmente en La Olmeda. En dirección a Las Rinconadas, podemos observar tres simas de agua dulce.
Los cultivos de la zona son de carácter mediterráneo, principalmente la oliva y la almendra. La viña ha perdido presencia en los últimos años con la despoblación, pues antiguamente cada casa preparaba su propio vino. También podemos disfrutar de la huerta del Turia, que baña las aldeas de La Olmeda y Las Rinconadas: tomates, acelgas, calabazas, patatas, pepinos, bajocas (que es como se denomina a la judía verde), carlota (que es como se denomina a la zanahoria), etc.
La manzana espedriega (o esperiega) era y sigue siendo el árbol frutal por excelencia, aunque también encontramos melocotoneros, ciruelos, perales, etc.